# MTV Makes Me Want to Smoke Crack
MTV Makes Me Want to Smoke Crack est le premier single de Beck, sorti en 1993, écrit pendant une période de dépression de l'artiste.